# 柴湾镇
柴湾镇，是中华人民共和国江苏省南通市如皋市下辖的一个乡镇级行政单位。

## 行政区划
柴湾镇下辖以下地区：
柴湾社区、镇南社区、双龙社区、杨宗社区、里庄村、万新村、天河桥村、桥港村、戴庄村、平园池村、志勇村、双楼庄村和复兴村。